# Viscount Melbourne

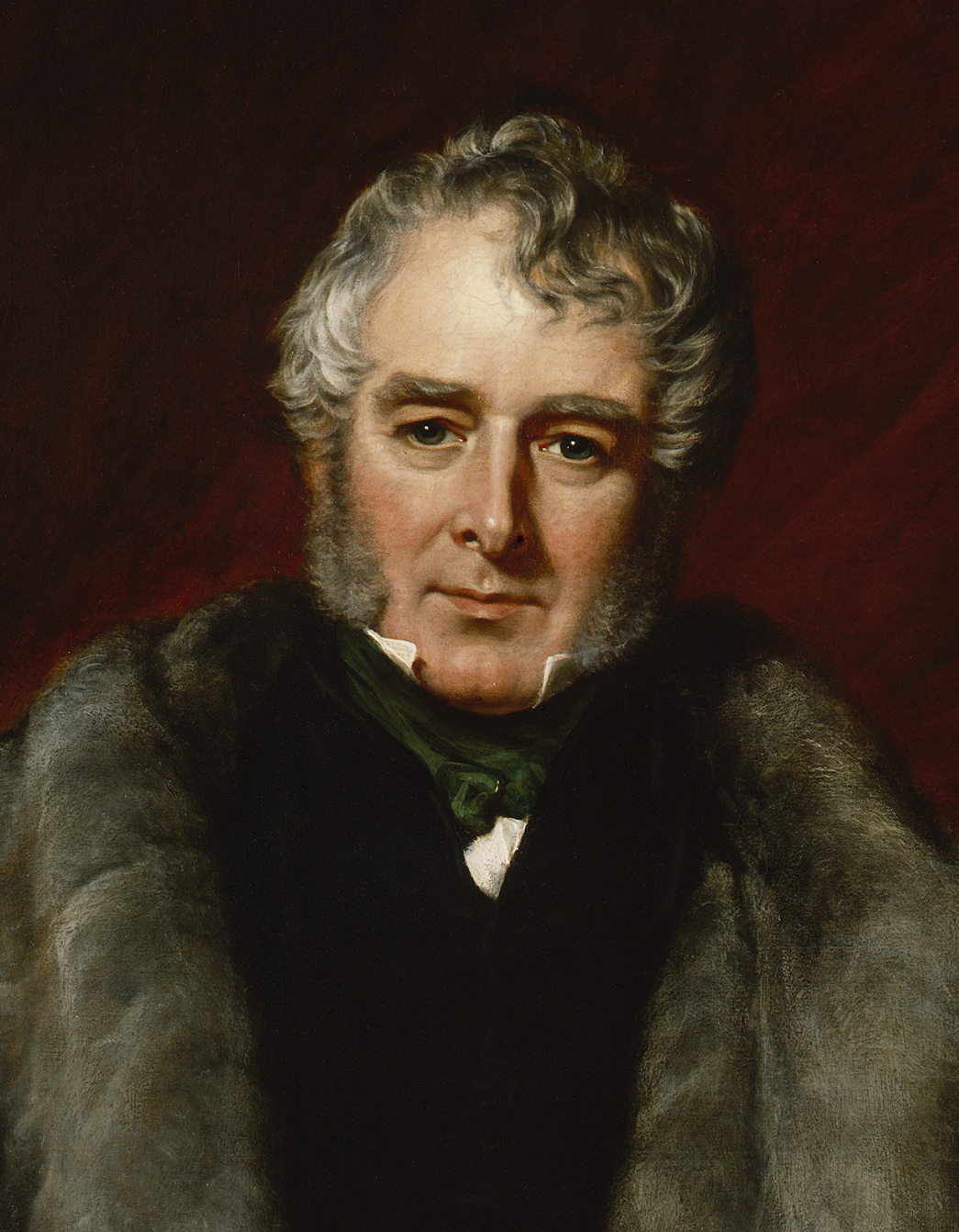
William Lamb, 2. Viscount Melbourne

Viscount Melbourne, of Kilmore in the County of Cavan, war ein erblicher Adelstitel in der Peerage of Ireland.
Stammsitz der Viscounts war Melbourne Hall in Derbyshire.

## Verleihung und nachgeordnete Titel
Der Titel wurde am 16. Dezember 1781 für den Unterhausabgeordneten Peniston Lamb, 1. Baron Melbourne geschaffen.
1768 hatte er von seinem Vater den Titel Baronet, of Brocket Hall in the County of Hertford, geerbt, der diesem 1755 in der Baronetage of Great Britain verliehen worden war. Am 8. Juni 1770 war er in der Peerage of Ireland zum Baron Melbourne, of Kilmore in the County of Cavan, erhoben worden.
Am 11. August 1815 wurde ihm in der Peerage of the United Kingdom der Titel Baron Melbourne, of Melbourne in the County of Derby, verliehen. Mit diesem Titel war, im Gegensatz zu seinen irischen Titeln, ein erblicher Sitz im House of Lords verbunden.
Dem späteren 3. Viscount, dem jüngeren Bruder des 2. Viscounts, wurde am 20. April 1839 in der Peerage of the United Kingdom der Titel Baron Beauvale, of Beauvale in the County of Nottingham, verliehen.
Alle genannten Titel erloschen beim kinderlosen Tod des 3. Viscounts am 29. Januar 1853.

## Liste der Viscounts Melbourne (1781)
- Peniston Lamb, 1. Viscount Melbourne (1748–1828)
- William Lamb, 2. Viscount Melbourne (1779–1848)
- Frederick Lamb, 3. Viscount Melbourne (1782–1853)

## Trivia
Die australische Stadt Melbourne wurde 1837 nach dem 2. Viscount Melbourne benannt, der damals Premierminister des Vereinigten Königreichs war.